# Àguila marcenca

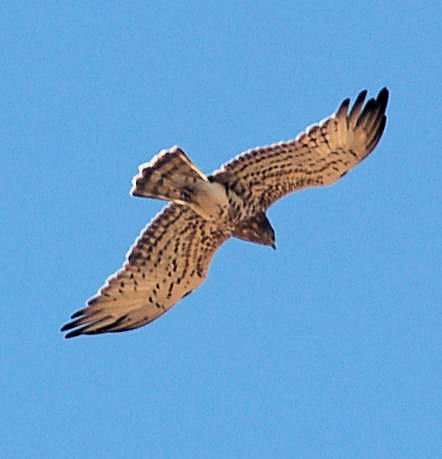
Àliga marcenca en vol.

L'àguila marcenca (Circaetus gallicus), anomenada àguila serpera o marcenc al País Valencià, és un ocell rapinyaire de la família dels accipítrids (Accipitridae) amb un cap arrodonit que recorda el duc. El seu estat de conservació es considera de risc mínim.

## Morfologia
- Mesura uns 63-69 cm i fa 185-195 cm d'envergadura alar.
- El mascle pesa 1.100-2.000 g i la femella 1.300-2.700 g.[7]
- Part inferior blanca, la superior bruna i la punta de les ales negra.
- Cap gruixut, marronós, amb uns grans ulls gairebé frontals.
- Ulls de color groc molt viu.
- Els immadurs s'assemblen als adults però són més pàl·lids i tenen la nuca més blanca.
- Té unes dures escates a les potes que li serveixen de protecció davant les possibles mossegades de les serps, que engoleix començant pel cap.

## Subespècies
- Circaetus gallicus ferox
- Circaetus gallicus gallicus
- Circaetus gallicus heptneri
- Circaetus gallicus hypoleucos

## Reproducció
Niu en arbres o arbusts, en plataformes que prepara amb branques seques i verdes (reutilitzen el mateix niu cada any). Cova un ou de color blanc durant 45 dies i el poll vola al cap de 75 dies més. Assoleix la maduresa sexual als 3-4 anys.

## Alimentació
Fonamentalment menja serps (80% de la seua dieta), llangardaixos, granotes, etc., i, de manera ocasional, petits mamífers de la grandària d'un conill. Molt rarament menja ocells o insectes grossos.

## Distribució geogràfica
N'hi ha a la península Ibèrica i és freqüent a tota l'Europa meridional, conca mediterrània, Rússia, Orient Pròxim, l'Índia, Pakistan i algunes illes d'Indonèsia.

## Costums
- Els exemplars presents als Països Catalans són de caràcter estival i tornen al país al març (d'ací el nom de marcenca), precisament quan colobres i escurçons surten del repòs hivernal, tot i que no sembla que s'interessi gaire per aquestes darreres, de verí molt potent.[8] Emigra a l'Àfrica subsahariana vers els mesos de setembre-octubre.
- Les poblacions asiàtiques són sedentàries.
- És un ocell silenciós fora del temps de reproducció.

## Conservació
Les poblacions europees han patit una davallada en els darrers anys a conseqüència de certs canvis en les pràctiques agrícoles i en la gestió del territori on són presents.

## Observacions
Pot arribar a viure 17 anys.